# Фрейзър (река)
Фрейзър (на английски: Fraser River) е река в западната част на Северна Америка, в Канада, провинция Британска Колумбия. Дължината ѝ от 1370 км ѝ отрежда 10-о място в Канада. Тя е най-голямата изцяло канадска река (с изключение на реките Колумбия и Юкон, която текат и през САЩ), вливаща се в Тихия океан.

## Географска характеристика

### Извор, течение, устие
Река Фрейзър извира от Скалистите планини, близо до прохода Фрейзър, на 52°31′06″ с. ш. 118°19′00″ з. д. / 52.518333° с. ш. 118.316667° з. д., на 1965 м н.в., в провинциалния парк „Маунт Робсън“. Първите близо 340 км реката тече на северозапад в дълбоко врязана долина, като почти по цялото ѝ протежение в този участък е прокарано част от трансканадското шосе № 16. Тук селищата са малки и на рядко — Тет Жон, Макбрайт. След като приеме от дясно притока си Макгрегър, Фрейзър постепенно завива на запад и югозапад, а при град Принс Джордж, където от дясно в нея се влива река Нечако, поема на юг.
В тази посока реката тече повече от 500 км в тясна, на места каньоновидна долина, с множество бързеи и прагове, между планината Карибу на изток и Вътрешното плато на запад. В този участък във Фрейзър при град Литън от ляво се влива най-голимият ѝ приток река Томпсън. От Принс Джордж до град Уилямс Лейк, покрай левия бряг на реката, на протежение от 238 км преминава част от провинциално шосе № 97, а от град Литън до град Хоп на юг, където реката завива на запад – трансканадско шосе № 1.
Последните 150 км от течението на реката са в западна посока, като в този участък тя тече в широка, плодородна и гъстозаселена долина и при град Ванкувър се влива чрез делта в протока Джорджия, отделящ остров Ванкувър от континента.

### Водосборен басейн, притоци
Площта на водосборния басейн на реката е 233 100 km2, от които в Канада са 232 300 km2, а в САЩ само 800 km2. На североизток басейнът включва част от западните склонове на Скалистите планини, където граничи с водосборните басейни на реките Атабаска и Пийс, част от системата на река Маккензи. На изток и югоизток по билото на планината Монаши и на юг в Бреговите планини водосборният басейн на Фрейзър граничи с водосборния басейн на река Колумбия. Тук изцяло в басейна ѝ попада планината Карибу. На запад и северозапад по Вътрешното плато и отчасти по Бреговите планини преминава вододела с реките вливащи се директно в Тихия океан.
В река Колумбия се вливат над 20 значителни реки, като най-дълга, най-пълноводна и с най-голям водосборен басейн (23,8% от целия водосборен басейн на Фрейзър) е река Томпсън.
Притоци на река Фрейзър
- Баурън (ляв)
- Макгрегър (десен)
- Уилоу (ляв)
- Салмън (десен)
- Нечако (десен)

- Ентиоко (десен)
- Стюарт (ляв)

- Натовит (десен)

- Нотли (ляв)
- Чеслата (ляв)
- Ендако (десан)

- Уест Роуд (десен)
- Куеснъл (ляв)

- Карибу (десен)
- Мичъл (десен)

- Уилямс Лейк (ляв)
- Чилкотин (десен)

- Чиланко (десен)
- Чилко (десен)
- биг Крийк (десен)

- Бридж (десен)

- Хърли (десен)
- Ялакам (ляв)

- Томпсън (ляв)

- Саут Томпсън (ляв)

- Литъл Шусуап (ляв)
- Адамс (десен)

- Норт Томпсън (десен)

- Клируотър (десен)

- Кокуала (десен)
- Харисън (десен)

- Чехалис (десен)

- Чиливак (ляв)
- Став (десен)
- Пит (десен)

### Хидроложки показатели
Многогодишният среден дебит в устието на реката е 3540 m3/s. Максималният отток на реката е 17 000 m3/s, а минималния – 575 m3/s. Дъждовно-снегово подхранване. Пълноводието на реката е през пролетно-летния сезон (май-септември), а маловодието – през зимата (януари-февруари). От ноември-декември до март-април реката замръзва. Плавателна на 180 км от устието.

## Селища
По течението на реката живеят над 1 млн. души, като най-заселена е делтата и най-долното течение на реката до град Хоп. Втори, сравнително гъсто заселен район е в най-северната част от течението на реката, с център град Принс Джордж. Останалите части от течението на реката, особено средното ѝ течение, където има множество дефилета, каняони, бързеи и прагове са изключително слабо заселени, а на места десетки километри са безлюдни.
По-големите градове по течението на реката от извора към устието ѝ са:
- Тет Жон (500 жители)
- Мак Брайт
- Принс Джордж (71 030 ж.)
- Кенел (10 007 ж.)
- Сода Крийк
- Лилует (2322 ж.)
- Литън (228 ж.)
- Йейл (186 ж.)
- Хоп (5969 ж.)
- Агасис (6077 ж.)
- Чиливак (77 936 ж.)
- Мишън (36 426 ж.)
- Мейпъл Ридж (76 052 ж.)
- Ню Уестминстър (65 976 ж.)
- Ванкувър (603 502 ж.)
- Ричмънд (190 473 ж.)
- Ладнър

## Откриване и изследване на реката
На 14 юни 1792 г. два испански кораба под командването на Дионисио Алкала Галиано и Гаетано Валдес, част от ексадрата на Хуан Франсиско де ла Бодега и Куадра, изследваща западното крайбрежие на Северна Америка, откриват северния ръкав от делтата на Фрейзър, там където сега е построен град Ванкувър.
Част от горното течение на реката, между най-северната му точка и днешния град Принс Джордж е открито в края на юни 1793 г. от Александър Маккензи, служител на „Северозападната компания“, търгуваща с ценни животински кожи, по време на похода му на запад към Тихия океан.
През 1807-1808 г., друг служител на „Северозападната компания“, Саймън Фрейзър, заедно с помощника си Джон Стюарт откриват и проследяват цялото течение на реката надолу от Принс Джордж до делтата ѝ. Няколко години по-късно на издадените карти на Британска Колумбия реката е наименувана в чест на Саймън Фрейзър.